# 船戸安之
船戸 安之（ふなと やすゆき、1935年10月20日 - 1990年5月7日）は日本の作家。

## 来歴
埼玉県本庄市生まれ。早稲田大学第一文学部国文科卒、同大学院日本文化研究科修士課程修了。埼玉県立熊谷高等学校教師などを務め、1972年小説『蔡琰』で第3回埼玉県文学賞受賞。詩集に『喝采』、評論に｢野坂昭如の文体｣「野坂昭如と親族」などがある。1988年私小説「ハホー・ピュッ」にて第19回埼玉文芸賞。船戸鏡聖（あきまさ）のペンネームもある。

## 著書
- 『繭人形』梓出版(あづさ選書) 1973
- 『勝海舟― 物語と史蹟をたずねて』（成美堂）1973　のち文庫
- 『赤穂浪士― 物語と史蹟をたずねて』（成美堂） 1974　のち文庫
- 『ハホー・ピュッ』マイブックチェーン21（東京経済（発売）1977 ＜船戸鏡聖＞
- 『平賀源内― 物語と史蹟をたずねて』（成美堂） 1978　のち文庫
- 『たおやかな農婦　渋沢栄一の妻』（東京経済）1991 ＜船戸鏡聖＞